# Székelykocsárdi fatemplom
A székelykocsárdi fatemplom műemlék Romániában, Fehér megyében. A romániai műemlékek jegyzékében az AB-II-m-A-00247 sorszámon szerepel.